# هوپول، شهرستان دیکلب، آلاباما
هوپول (به انگلیسی: Hopewell) یک منطقهٔ مسکونی در ایالات متحده آمریکا است که در شهرستان دیکلب، آلاباما واقع شده‌است. هوپول ۳۵۵٫۱ متر بالاتر از سطح دریا واقع شده‌است.